# Searsboro
Searsboro és una població dels Estats Units a l'estat d'Iowa. Segons el cens del 2000 tenia 155 habitants.

## Demografia
Segons el cens del 2000, Searsboro tenia 155 habitants, 70 habitatges, i 39 famílies. La densitat de població era de 149,6 habitants/km².
Dels 70 habitatges en un 22,9% hi vivien nens de menys de 18 anys, en un 47,1% hi vivien parelles casades, en un 5,7% dones solteres, i en un 42,9% no eren unitats familiars. En el 32,9% dels habitatges hi vivien persones soles el 14,3% de les quals corresponia a persones de 65 anys o més que vivien soles. El nombre mitjà de persones vivint en cada habitatge era de 2,21 i el nombre mitjà de persones que vivien en cada família era de 2,9.
Per edats la població es repartia de la següent manera: un 21,9% tenia menys de 18 anys, un 7,1% entre 18 i 24, un 25,8% entre 25 i 44, un 25,8% de 45 a 60 i un 19,4% 65 anys o més.
L'edat mediana era de 42 anys. Per cada 100 dones de 18 o més anys hi havia 101,7 homes.
La renda mediana per habitatge era de 25.795 $ i la renda mediana per família de 26.528 $. Els homes tenien una renda mediana de 28.929 $ mentre que les dones 27.917 $. La renda per capita de la població era d'11.958 $. Entorn del 5,1% de les famílies i el 5,2% de la població estaven per davall del llindar de pobresa.

## Poblacions més properes
El següent diagrama mostra les poblacions més properes.